# جيريمي ديفيز
جيريمي ديفيز (بالإنجليزية: Jeremy Davies)‏ (و. 1969 – م) هو ممثل، وممثل تلفزيوني، من الولايات المتحدة الأمريكية، ولد في ترافيرس سيتي.

## التعليم
تعلم في الأكاديمية الأميركية للفنون المسرحية.

## جوائز
حصل على جوائز منها:
- جوائز الإيمي برايم تايم.

## وصلات خارجية
- جيريمي ديفيز على موقع IMDb (الإنجليزية)
- جيريمي ديفيز على موقع قاعدة بيانات الأفلام العربية
- جيريمي ديفيز على موقع ألو سيني (الفرنسية)
- جيريمي ديفيز على موقع أول موفي (الإنجليزية)
- جيريمي ديفيز على موقع قاعدة بيانات الأفلام السويدية (السويدية)
- جيريمي ديفيز على موقع إن إن دي بي (الإنجليزية)
- جيريمي ديفيز على موقع قاعدة بيانات الفيلم (الإنجليزية)
- جيريمي ديفيز على موقع كينوبويسك (الروسية)